# Wanchana Kieddee
Wanchana Kieddee (วันชนะ เกิดดี), sinh ngày năm 1968, là một ca sĩ, nhạc sĩ người Thái Lan.

## Danh sách đĩa nhạc
- "Din Koo Ka"
- "Kid Tueng Nong Phen"
- "Rao Khon Mai Loea"
- "Chan Rak Chan Chala"
- "Prachatippatai Khong Pra Cha Chon"
- "Kwam Mai Pen Tham"
- "Dhala Tanee"